# Biatlon-világkupa
A biatlon-világkupa évente megrendezett verseny, a nemzetközi szövetség, az IBU rendezi. Az első az 1977–1978-as idény volt.
A lenti tabella mutatja minden idény dobogósait (akik az első 3 helyen végeztek az összetettben).

## Idényenkénti dobogósok

### Férfiak
| Idény   | 1.                        | 2.                       | 3.                       |
| ------- | ------------------------- | ------------------------ | ------------------------ |
| 1977/78 | GDR Frank Ulrich          | GDR Klaus Siebert        | GDR Eberhard Rösch       |
| 1978/79 | GDR Armin Kogler          | GDR Roger Ruud           | URS Vladimir Barnachov   |
| 1979/80 | GDR Frank Ullrich         | GDR Klaus Siebert        | GDR Eberhard Rösch       |
| 1980/81 | GDR Frank Ullrich         | NOR Kjell Søbak          | CAN Anatoly Alyabyev     |
| 1981/82 | GDR Frank Ullrich         | GDR Matthias Jacob       | NOR Kjell Søbak          |
| 1982/83 | FRG Peter Angerer         | NOR Eirik Kvalfoss       | GDR Frank Ullrich        |
| 1983/84 | GDR Frank-Peter Roetsch   | FRG Peter Angerer        | NOR Eirik Kvalfoss       |
| 1984/85 | GDR Frank-Peter Roetsch   | URS Yuriy Kachkarov      | NOR Eirik Kvalfoss       |
| 1985/86 | GDR André Sehmisch        | FRG Peter Angerer        | GDR Matthias Jacob       |
| 1986/87 | GDR Frank-Peter Roetsch   | FRG Fritz Fischer        | TCH Jan Matouš           |
| 1987/88 | FRG Fritz Fischer         | NOR Eirik Kvalfoss       | ITA Johann Passler       |
| 1988/89 | NOR Eirik Kvalfoss        | URS Alekszandr Popov     | URS Sergei Tchepikov     |
| 1989/90 | URS Sergei Tchepikov      | NOR Eirik Kvalfoss       | URS Valery Medvedtsev    |
| 1990/91 | URS Sergei Tchepikov      | GER Mark Kirchner        | ITA Andreas Zingerle     |
| 1991/92 | NOR Jon Åge Tyldum        | SWE Mikael Löfgren       | NOR Sylfest Glimsdal     |
| 1992/93 | SWE Mikael Löfgren        | GER Mark Kirchner        | ITA Pieralberto Carrara  |
| 1993/94 | FRA Patrice Bailly-Salins | GER Sven Fischer         | GER Frank Luck           |
| 1994/95 | NOR Jon Åge Tyldum        | ITA Patrick Favre        | ITA Wilfried Pallhuber   |
| 1995/96 | RUS Vladimir Dratchev     | RUS Viktor Maigourov     | GER Sven Fischer         |
| 1996/97 | GER Sven Fischer          | NOR Ole Einar Bjørndalen | RUS Viktor Maigourov     |
| 1997/98 | NOR Ole Einar Bjørndalen  | GER Ricco Groß           | GER Sven Fischer         |
| 1998/99 | GER Sven Fischer          | NOR Ole Einar Bjørndalen | GER Frank Luck           |
| 1999/00 | FRA Raphaël Poirée        | NOR Ole Einar Bjørndalen | GER Sven Fischer         |
| 2000/01 | FRA Raphaël Poirée        | NOR Ole Einar Bjørndalen | NOR Frode Andresen       |
| 2001/02 | FRA Raphaël Poirée        | RUS Pavel Rostovtsev     | NOR Ole Einar Bjørndalen |
| 2002/03 | NOR Ole Einar Bjørndalen  | BLR Vladimir Dratchev    | GER Ricco Groß           |
| 2003/04 | FRA Raphaël Poirée        | NOR Ole Einar Bjørndalen | GER Ricco Groß           |
| 2004/05 | NOR Ole Einar Bjørndalen  | GER Sven Fischer         | FRA Raphaël Poirée       |
| 2005/06 | NOR Ole Einar Bjørndalen  | FRA Raphaël Poirée       | GER Sven Fischer         |
| 2006/07 | GER Michael Greis         | NOR Ole Einar Bjørndalen | FRA Raphaël Poirée       |
| 2007/08 | NOR Ole Einar Bjørndalen  | RUS Dmitrij Jarosenko    | NOR Emil Hegle Svendsen  |